# ミヤコドリ属
ミヤコドリ属（みやこどりぞく、学名 Haematopus）は、鳥類チドリ目ミヤコドリ科 Haematopodidae の唯一の属である。
ミヤコドリ（都鳥）と総称されるが、「ミヤコドリ」はこの属の1種 H. ostralegus の和名でもある。

## 特徴
極地を除く全世界の海辺に住む。カキなどの二枚貝を捕食し主な餌とするため、Oystercatcher と呼ばれる。
羽色は種により、全身黒色の種と、腹側から翼の根元にかけてが白い種とがいる。脚と嘴は鮮やかなオレンジ色をしている。

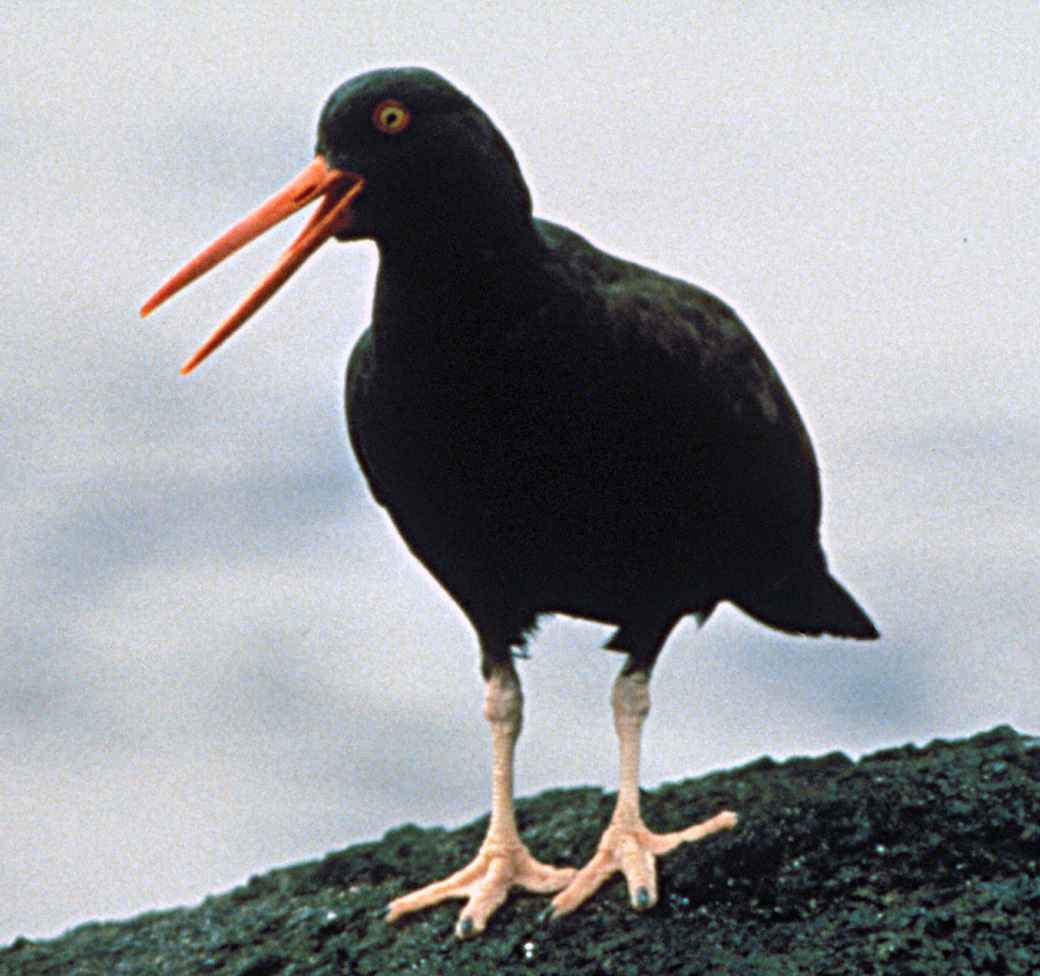
黒一色のクロミヤコドリ

## 分類と系統
ミヤコドリ科の姉妹群はトキハシゲリ科（トキハシゲリのみ）である。
Sibley分類では、チドリ科セイタカシギ亜科ミヤコドリ族 Haematopodini の唯一の属であり、セイタカシギ科（セイタカシギ科+トキハシゲリ科）と姉妹群だと考えられていた。
|  | セイタカシギ科 Recurvirostridae                                                                |
|  |                                                                                                |
|  | \| \| ミヤコドリ科 Haematopodidae \| \| \| \| \| \| トキハシゲリ科 Ibidorhynchidae \| \| \| \| |
|  |                                                                                                |
|  | ミヤコドリ科 Haematopodidae                                                                    |
|  |                                                                                                |
|  | トキハシゲリ科 Ibidorhynchidae                                                                 |
|  |                                                                                                |

|  | ミヤコドリ科 Haematopodidae    |
|  |                                |
|  | トキハシゲリ科 Ibidorhynchidae |
|  |                                |

## 種
国際鳥類学会議 (IOC) の分類では11種が属す。日本ではミヤコドリのみが旅鳥・冬鳥として見られる。
- Haematopus leucopodus, Magellanic Oystercatcher, マゼランミヤコドリ
- Haematopus ater, Blackish Oystercatcher, ミナミクロミヤコドリ
- Haematopus bachmani, Black Oystercatcher, クロミヤコドリ
- Haematopus palliatus, American Oystercatcher, アメリカミヤコドリ
- Haematopus moquini, African Oystercatcher, アフリカクロミヤコドリ
- Haematopus ostralegus, Eurasian Oystercatcher, ミヤコドリ
- Haematopus finschi, South Island Oystercatcher, ミナミミヤコドリ
- Haematopus longirostris, Pied Oystercatcher, オーストラリアミヤコドリ
- Haematopus unicolor, Variable Oystercatcher, ニュージーランドミヤコドリ
- Haematopus chathamensis, Chatham Oystercatcher, チャタムミヤコドリ （H. unicolor から分離）
- Haematopus fuliginosus, Sooty Oystercatcher, オーストラリアクロミヤコドリ